# Lucas Romero
Lucas Daniel Romero (Loma Hermosa, 18 de abril de 1994), é um futebolista argentino que atua como volante. Atualmente, joga pelo Cruzeiro. 

## Clubes

### Vélez Sarsfield
Romero começou a sua carreira nas categorias de base do Vélez Sarsfield com apenas sete anos de idade. Estreou profissionalmente em 2011, com dezessete anos, no empate por 0–0 contra o Estudiantes de La Plata.
Ao todo pelo Vélez, Romero participou de 108 partidas, marcando três gols e distribuindo cinco assistências.

### Cruzeiro
Em 5 de fevereiro de 2016, foi apresentado como jogador do Cruzeiro, que adquiriu metade do direitos econômicos do jogador, contratando-o até dezembro de 2020, junto ao Vélez Sarsfield.
Estreou pelo clube na quarta rodada do Campeonato Mineiro de 2016 contra o Tricordiano. Marcou seu primeiro gol, de pênalti, com a camisa celeste em 15 de março de 2016, o segundo na vitória por 3–0 contra o Uberlândia pelo Campeonato Mineiro no Mineirão. Em 12 de julho de 2017, anotou seu primeiro tento no Campeonato Brasileiro e abriu o placar da vitória por 2–0 sobre o Atlético Paranaense, iniciando a jogada após saída rápida do goleiro Fábio e finalizando após assistência de Alisson, em partida disputada na Arena da Baixada.
Encerrou sua primeira passagem pelo Cruzeiro tendo disputado 137 partidas, marcado 2 gols e distribuído 4 assistências. Tendo conquistado 4 títulos.

### Independiente
Em 1 de agosto de 2019 em uma coletiva de imprensa, Romero anunciou a sua saída do Cruzeiro e a sua transferência para o Independiente. O valor divulgado foi de 19 milhões de reais e o Cruzeiro receberá 11,4 milhões de reais, enquanto o Vélez receberá 7,6 milhões de reais, já que o Vélez tinha 50% dos direitos econômicos do jogador.
Ao todo pelo Independiente, Romero participou de 118 partidas, marcando cinco gols e distribuindo onze assistências. 

### León
Lucas Romero se transferiu ao León, do México. O clube mexicano desembolsou cerca 600 mil dólares junto ao Independiente, para contar com o volante argentino, superando a concorrência de Cruzeiro e Internacional.
Foi peça importante na conquista do título continental da equipe do León no ano de 2023, a Concacaf Champions League.
Ao todo pelo Léon, Romero participou de 44 partidas, não marcando nenhum gol e distribuindo 3 assistências, tendo conquistado um título.

### Retorno ao Cruzeiro

#### 2024
No final de 2023, o Cruzeiro acertou junto ao Léon, o retorno de Lucas Romero. O clube mineiro desembolsou cerca de 5 milhões de reais junto a equipe mexicana. Em seu retorno ao Brasil, Romero assinou um contrato até o final do ano de 2026 com a equipe Celeste. Fez sua reestreia pelo Cruzeiro no dia 3 de fevereiro de 2024, já num clássico contra o Atlético-MG, na vitória por 2 a 0 de sua equipe, em partida do Campeonato Mineiro. Marcou seu primeiro gol do retorno ao Cruzeiro no dia 11 de abril de 2024, contra o Alianza Petrolera, em partida da Copa Sul-Americana.
No dia 6 de novembro, fez história pelo Cruzeiro, ao entrar em campo em partida contra o Flamengo, no Campeonato Brasileiro, e fazer seu jogo de número 201, se tornando assim o jogador estrangeiro com mais partidas pela Raposa, superando seu conterrâneo Ariel Cabral.
Na temporada, Romero foi titular em 52 dos 55 jogos que disputou pela Raposa. Terminou a temporada como um dos destaques do time.

#### 2025
Marcou seu primeiro gol na temporada de 2025 no dia 22 de fevereiro, contra o América-MG, anotando um belo gol de fora da área, empatando a partida, em jogo válido pela semifinal do Campeonato Mineiro. Romero voltou a marcar pelo Cruzeiro em abril, no dia 17, em mais um belo chute de fora da área, marcando um dos gols da vitória de 3–0 diante do Bahia, em jogo válido pelo Campeonato Brasileiro. No dia 4 de maio, foi fundamental para a vitória contra o Flamengo, no Mineirão, ao roubar a bola de De La Cruz e armar contra-ataque no primeiro gol, sendo eleito pela rádio Itatiaia o melhor em campo. 

## Seleção Argentina
Foi convocado para a disputa do torneio de Futebol nos Jogos Olímpicos de Verão de 2016.

## Estatísticas
Atualizadas até 17 de abril de 2025.
Clubes
| Clube             | Temporada         | Campeonato nacional | Campeonato nacional | Campeonato nacional | Copa nacional[a] | Copa nacional[a] | Copa nacional[a] | Competições continentais[b] | Competições continentais[b] | Competições continentais[b] | Outros torneios[c] | Outros torneios[c] | Outros torneios[c] | Total | Total | Total   |
| Clube             | Temporada         | Jogos               | Gols                | Assist.             | Jogos            | Gols             | Assist.          | Jogos                       | Gols                        | Assist.                     | Jogos              | Gols               | Assist.            | Jogos | Gols  | Assist. |
| ----------------- | ----------------- | ------------------- | ------------------- | ------------------- | ---------------- | ---------------- | ---------------- | --------------------------- | --------------------------- | --------------------------- | ------------------ | ------------------ | ------------------ | ----- | ----- | ------- |
| Vélez Sarsfield   | 2012              | 12                  | 0                   | 0                   | —                | —                | —                | —                           | —                           | —                           | —                  | —                  | —                  | 12    | 0     | 0       |
| Vélez Sarsfield   | 2013              | 25                  | 1                   | 0                   | —                | —                | —                | 9                           | 1                           | 0                           | —                  | —                  | —                  | 34    | 2     | 0       |
| Vélez Sarsfield   | 2014              | 32                  | 1                   | 1                   | 1                | 0                | 0                | 6                           | 0                           | 3                           | 1                  | 0                  | 0                  | 40    | 1     | 4       |
| Vélez Sarsfield   | 2015              | 19                  | 0                   | 1                   | 2                | 0                | 0                | 1                           | 0                           | 0                           | —                  | —                  | —                  | 22    | 0     | 1       |
| Vélez Sarsfield   | Total             | 87                  | 2                   | 1                   | 3                | 0                | 0                | 16                          | 1                           | 3                           | 1                  | 0                  | 0                  | 108   | 3     | 5       |
| Cruzeiro          | 2016              | 24                  | 0                   | 1                   | 7                | 0                | 0                | —                           | —                           | —                           | 8                  | 1                  | 0                  | 39    | 1     | 1       |
| Cruzeiro          | 2017              | 29                  | 2                   | 2                   | 5                | 0                | 1                | —                           | —                           | —                           | 4                  | 0                  | 0                  | 38    | 2     | 3       |
| Cruzeiro          | 2018              | 23                  | 0                   | 0                   | 4                | 0                | 0                | 6                           | 0                           | 1                           | 10                 | 0                  | 0                  | 43    | 0     | 1       |
| Cruzeiro          | 2019              | 8                   | 0                   | 0                   | 4                | 0                | 0                | 6                           | 0                           | 0                           | 11                 | 0                  | 0                  | 29    | 0     | 0       |
| Cruzeiro          | 2024              | 33                  | 0                   | 2                   | 1                | 0                | 0                | 12                          | 1                           | 0                           | 9                  | 0                  | 0                  | 55    | 1     | 2       |
| Cruzeiro          | 2025              | 4                   | 1                   | 0                   | 0                | 0                | 0                | 2                           | 0                           | 0                           | 7                  | 1                  | 0                  | 13    | 2     | 0       |
| Cruzeiro          | Total             | 121                 | 3                   | 5                   | 21               | 0                | 1                | 26                          | 1                           | 1                           | 49                 | 2                  | 0                  | 217   | 6     | 7       |
| Independiente     | 2019              | —                   | —                   | —                   | 2                | 0                | 0                | —                           | —                           | —                           | —                  | —                  | —                  | 2     | 0     | 0       |
| Independiente     | 2020              | 19                  | 0                   | 0                   | 2                | 0                | 0                | 7                           | 0                           | 0                           | 8                  | 1                  | 0                  | 36    | 1     | 3       |
| Independiente     | 2021              | 31                  | 1                   | 3                   | —                | —                | —                | 7                           | 0                           | 0                           | —                  | —                  | —                  | 38    | 1     | 3       |
| Independiente     | 2022              | 34                  | 3                   | 4                   | 3                | 0                | 1                | 5                           | 0                           | 0                           | —                  | —                  | —                  | 42    | 3     | 5       |
| Independiente     | Total             | 84                  | 4                   | 7                   | 7                | 0                | 1                | 19                          | 0                           | 0                           | 8                  | 1                  | 0                  | 118   | 5     | 11      |
| León              | 2022–23           | 16                  | 0                   | 1                   | —                | —                | —                | 8                           | 0                           | 1                           | 3                  | 0                  | 0                  | 27    | 0     | 2       |
| León              | 2023–24           | 16                  | 0                   | 1                   | —                | —                | —                | —                           | —                           | —                           | 1                  | 0                  | 0                  | 17    | 0     | 1       |
| León              | Total             | 32                  | 0                   | 2                   | —                | —                | —                | 8                           | 0                           | 1                           | 4                  | 0                  | 0                  | 44    | 0     | 3       |
| Total na carreira | Total na carreira | 324                 | 9                   | 15                  | 31               | 0                | 1                | 67                          | 2                           | 5                           | 58                 | 2                  | 0                  | 487   | 14    | 26      |

- a. ^ Jogos da Copa Argentina e Copa do Brasil
- b. ^ Jogos da Copa Libertadores, Copa Sul-Americana e Concacaf Champions League
- c. ^ Jogos do Super Copa da Argentina, Campeonato Mineiro, Primeira Liga, Copa da Liga Argentina, Leagues Cup e Mundial de Clubes

## Títulos
Vélez Sársfield
- Campeonato Argentino: Torneio Inicial 2012, Superfinal 2013
- Supercopa Argentina: 2013

Cruzeiro
- Copa do Brasil: 2017, 2018
- Campeonato Mineiro: 2018, 2019

León
- Liga dos Campeões da CONCACAF: 2023